# Tomen Cefn Glaniwrch
Tomen Cefn Glaniwrch är ett slott i Storbritannien.   Det ligger i kommunen Powys och riksdelen Wales, i den södra delen av landet, 260 km nordväst om huvudstaden London. Tomen Cefn Glaniwrch ligger 186 meter över havet.
Terrängen runt Tomen Cefn Glaniwrch är lite kuperad. Runt Tomen Cefn Glaniwrch är det ganska tätbefolkat, med 60 invånare per kvadratkilometer. Närmaste större samhälle är Oswestry, 14,8 km öster om Tomen Cefn Glaniwrch. Trakten runt Tomen Cefn Glaniwrch består i huvudsak av gräsmarker.